# Liste der Baudenkmäler im Wuppertaler Wohnquartier Herbringhausen
Die Liste der Baudenkmäler im Wuppertaler Wohnquartier Herbringhausen enthält die denkmalgeschützten Bauwerke auf dem Gebiet von Wuppertal-Herbringhausen in Nordrhein-Westfalen (Stand: November 2011). Diese Baudenkmäler sind in der Denkmalliste der Stadt Wuppertal eingetragen; Grundlage für die Aufnahme ist das Denkmalschutzgesetz Nordrhein-Westfalen (DSchG NRW).

## Auszug aus der Denkmalliste

### Eingetragene Baudenkmäler
| Bild           | Bezeichnung                                     | Lage                                            | Beschreibung                                             | Bauzeit | Eingetragen seit  | Denkmal- nummer |
| -------------- | ----------------------------------------------- | ----------------------------------------------- | -------------------------------------------------------- | ------- | ----------------- | --------------- |
| weitere Bilder | Wohnhaus                                        | Herbringhausen Cluse 1 Karte                    | eine bauliche Einheit und eine D-Nummer mit Cluse 2      |         | 11. November 1994 | 3569            |
| weitere Bilder | Wohnhaus                                        | Herbringhausen Cluse 2 Karte                    | eine bauliche Einheit und eine D-Nummer mit Cluse 1      |         | 11. November 1994 | 3569            |
| weitere Bilder | Wohnhaus                                        | Herbringhausen Grünental 1 Karte                |                                                          |         | 10. Dezember 1985 | 664             |
| weitere Bilder | Schnellfiltergebäude (Herbringhauser Talsperre) | Herbringhausen Herbringhauser Talsperre 1 Karte |                                                          |         | 3. August 2004    | 4209            |
| weitere Bilder | Staumauer (Herbringhauser Talsperre)            | Herbringhausen Herbringhauser Talsperre Karte   |                                                          |         | 3. August 2004    | 4209            |
| weitere Bilder | Wohnstallhaus                                   | Herbringhausen Kotthausen 3 Karte               |                                                          |         | 15. März 2001     | 3174            |
| weitere Bilder | Wohnstallhaus                                   | Herbringhausen Kotthausen 4 Karte               |                                                          |         | 30. März 2001     | 4168            |
| weitere Bilder | Wohnstallhaus                                   | Herbringhausen Kotthausen 5 Karte               | eine bauliche Einheit und eine D-Nummer mit Kotthausen 6 | 1694    | 7. Februar 1986   | 706             |
| weitere Bilder | Wohnstallhaus                                   | Herbringhausen Kotthausen 6 Karte               | eine bauliche Einheit und eine D-Nummer mit Kotthausen 5 | 1694    | 7. Februar 1986   | 706             |